# 1763 в Україні

## Події
- Скасування козацького устрою в Слобідській Україні

## Особи

### Народились
- 23 травня, Гарасевич Михайло Григорович (1763—1836) — український історик, редактор, церковний діяч, один із перших представників українського національного відродження в Галичині. Доктор богослов'я.
- 12 жовтня, Цебриков Роман Максимович (1763—1817) — український і російський вчений, суспільний діяч, академік і перекладач.
- Бер Іван Михайлович (1763—1842) — російський лікар, німецького походження.
- Парпура Максим Йосипович (1763—1828) — український громадський діяч, видавець і меценат, відомий, перш за все, як перший видавець поеми «Енеїда» І. П. Котляревського.

### Померли
- 18 березня, Галик Алімпій (1685—1763) — київський живописець і гравер, ієромонах.
- 30 червня, Йоасаф Миткевич (1724—1763) — український релігійний діяч доби Гетьманщини, єпископ Бєлгородський і Обоянський Відомства православного сповідання Російської імперії (1758—1763).
- Костянтин Бродський (1712—1763) — викладач, ректор Харківського колегіуму, архімандрит.

## Засновані, зведені
- Дзвіниця на Ближніх печерах (Київ)
- Вірменська церква (Івано-Франківськ)
- Георгіївська церква (Попівка)
- Миколаївська церква (Городище)
- Собор Різдва Богородиці (Козелець)
- Церква Покрови Пресвятої Богородиці (Бучач)
- Костел Матері Божої святого Скапулярія
- відбудовано Собор Святого Воскресіння (Івано-Франківськ)
- Верхня Покровка
- Новосілка (Ізяславський район)